# Gercourt-et-Drillancourt
Gercourt-et-Drillancourt ist eine französische Gemeinde mit 123 Einwohnern (Stand: 1. Januar 2022) im Département Meuse in der Region Grand Est (vor 2016: Lothringen). Die Gemeinde gehört zum Arrondissement Verdun, zum Kanton Clermont-en-Argonne und zum Gemeindeverband Argonne-Meuse. Die Einwohner werden Gercourtois genannt.

## Geographie
Gercourt-et-Drillancourt liegt etwa 21 Kilometer nordnordwestlich von Verdun.
Umgeben wird Gercourt-et-Drillancourt von den Nachbargemeinden Dannevoux im Norden, Consenvoye im Osten, Forges-sur-Meuse im Südosten und Süden, Béthincourt im Süden, Cuisy im Südwesten und Westen sowie Septsarges im Westen.

## Bevölkerungsentwicklung
| Jahr                       | 1962 | 1968 | 1975 | 1982 | 1990 | 1999 | 2006 | 2011 | 2019 |
| Einwohner                  | 209  | 201  | 156  | 159  | 152  | 133  | 135  | 143  | 98   |
| Quellen: Cassini und INSEE |      |      |      |      |      |      |      |      |      |

## Sehenswürdigkeiten
- Kirche La Nativité-de-la-Bienheureuse-Vierge-Marie in Gercourt